# Bruce Henderson
 (janvier 2015).
Si vous disposez d'ouvrages ou d'articles de référence ou si vous connaissez des sites web de qualité traitant du thème abordé ici, merci de compléter l'article en donnant les références utiles à sa vérifiabilité et en les liant à la section « Notes et références ».
Bruce Doolin Henderson, né le 30 avril 1915 à Nashville (États-Unis) et mort le 20 juillet 1992 dans la même ville, est un entrepreneur et ingénieur de formation américain, fondateur du Boston Consulting Group (BCG), qu'il dirige de sa fondation en 1963 jusqu'en 1985.
On lui doit quelques-uns des concepts les plus célèbres de l'analyse stratégique :
- la courbe d'expérience,
- la matrice BCG,
- et une réflexion, vingt ans durant, sur le concept de stratégie gagnante, bien qu'il n'ait jamais utilisé cette expression.

## Sa vie personnelle
Henderson s'est marié deux fois. Sa première femme s'appelait Frances . Il a eu avec elle 2 filles (Asta Werme and Ceacy Griffin)  et 2 garçons (Bruce Alexander Henderson and Bruce Balfour Henderson). Sa deuxième femme s'appelait Bess et il n'a pas eu d'enfant avec elle. Henderson avait 7 petits-enfants.

## Sa carrière
Henderson a commencé sa carrière en tant que vendeur dans le cadre du programme Southwest Advantage Entrepreneur. Puis, avant de fréquenter la Harvard Business School, il étudie à l'Université Vanderbilt et obtient un baccalauréat en génie mécanique en 1937. Il a quitté Harvard quatre-vingt-dix jours avant l'obtention de son diplôme pour travailler pour Westinghouse Henderson y a travaillé pendant 18 ans. Il est devenu vice-président à l'âge de 37 ans, faisant de lui l'un des plus jeunes vice-présidents de l'histoire de l'entreprise.

## La stratégie d'entreprise selon Bruce Henderson
Pour Henderson, une stratégie est une façon d'utiliser les ressources de l'entreprise dont on espère qu'elle fournira des résultats supérieurs en dépit des capacités égales ou supérieures des concurrents .
Pour le Boston Consulting Group (BCG), fondé par Henderson en 1963, la stratégie en entreprise consistait plus ou moins à faire des comparaisons directes avec les concurrents, surtout en matière de structures de coûts. Alors que les business schools américaines encourageaient encore l'analyse de situation spécifiques et uniques, Henderson a cherché à établir des théories solides qui pourraient guider le consultant lorsqu'il s'agirait de considérer les situations de nouveaux clients. Son approche était davantage déductive qu'inductive. Le but était de trouver une "relation significative  et quantitative" entre une entreprise et les marchés qu'elle vise.
Comme de nombreuses figures de la stratégie d'entreprise, Henderson avait un parcours d'ingénieur. Il était par conséquent attiré par l'idée de systèmes tendant vers l'équilibre, et que la stratégie d'entreprise avait pour objectif, dans un système incluant des concurrents, d'être l'un des premiers à bouleverser l'équilibre et à le rétablir par la suite, sur des fondements plus favorables bien entendu. Le défi consistait à développer le raisonnement nécessaire dans des termes suffisamment explicites pour être "exécuté de façon coordonnée dans des organisations complexes". Son approche, qui tranchait nettement avec la complexité de Igor Ansoff, était d'appliquer la méthodologie microéconomique pour développer ce qu'il appelait de "puissantes ultrasimplifcations" (powerful oversimplifications), que le BCG vendait ensuite aux entreprises.

### La courbe d'expérience
L'ultrasimplification qui a établi sa réputation était la "courbe d'expérience". Fondée sur des études antérieures pour l'industrie de l'aviation, l'idée centrale était que plus on produisait d'unités, plus les coûts étaient bas, et plus les profits étaient hauts. Avec une courbe sur un graphique, on pouvait montrer l'état d'une relation compétitive. La présomption de Henderson, c'était que pour les entreprises qui fabriquaient le même produit, les variations dans les coûts étaient largement liés à la part de marché. Par conséquent, les effets d'une part de marché plus grande pouvaient être calculés. Les entreprises devaient s'attendre à ce que les coûts déclinent systématiquement et de façon prévisible en conséquence de leur expérience productive supérieure. Bien que la méthodologie encourageait les entreprises à tenir compte de leur coûts totaux et réaliser des économies d'échelle, elle pouvait aussi les induire gravement en erreur. Dans une industrie bien établie, la courbe d'expérience aurait tendance à s'aplanir. Cette méthodologie pourrait aussi encourager un nivellement par le bas, une guerre des prix, étant donné que ces derniers auraient tendance à être coupés, dans l'expectative de plus gros volumes qui risqueraient de ne finalement pas se concrétiser. Comme l'expérience du Modèle T de Ford l'avait démontré, même le maître d'un produit avec des coûts maintenus au minimum pouvait toujours être battu par un meilleur produit, dont le prix plus haut se justifiait par une meilleure qualité.

### La matrice BCG
La seconde "puissante ultrasimplification" notable du Boston Consulting Group était la growth-share matrix, généralement appelée en français Matrix BCG à partir des initiales du cabinet. La matrice était définie par la croissance du secteur d'activité sur un axe, et la part du secteur d'activité sur un autre axe. Les entreprises pouvaient ensuite allouer leurs ressources à leurs différentes activités sur la matrice. Il valait mieux avoir une part importante sur un secteur d'activité en croissance (dits stars, étoiles), et il ne valait mieux pas avoir une petite part sur un secteur d'activité stagnant ou déclinant (dits dogs, chiens). Les deux autres catégories étaient les "vaches à lait" (cash cow) et les "points d'interrogations" (question marks). Ces métaphores étaient puissantes, et la logique convaincante. Les "vaches" devaient être surveillées et les "étoiles" soutenues, tandis que les "chiens" devaient être vendus. Une fois que cela était fait, seuls les "points d'interrogation" demandaient une vraie réflexion. Encore une fois, le recours aux images pouvait induire en erreur. Le professeur John Seeger a observé critiquement que « les chiens peuvent être sympathiques, les vaches peuvent avoir besoin d'un taureau, et puis de rester productives, et les étoiles peuvent se consumer d'elles-mêmes. » Seeger considérait dangereux de laisser des modèles de management substituer l'analyse et le "sens commun". Ce n'est pas parce qu'une théorie a de l'élégance et de la simplicité qu'elle "garantit du bon sens dans son utilisation".

## Sa mort
Henderson est mort à l'âge de 77 ans, dix jours après avoir subi un AVC à son domicile de Nashville en 1992. Il a laissé dans le deuil sa deuxième épouse, quatre enfants avec sa première femme et sept petits-enfants.
Un service commémoratif a eu lieu avec un trop grand nombre de participants à l'église Memorial à Harvard Yard, Cambridge, le 11 décembre 1992, au milieu d'un blizzard. Les orateurs au service comprenaient John S. Clarkson, alors président et chef de la direction du BCG, George Stalk, un vice-président principal du BCG et Alan Zakon, ancien président du BCG.
À la mort de Bruce D. Henderson, en 1992, le Financial Times titrait: « Few people have had as much impact on international business in the second half of the twentieth century as the founder of The Boston Consulting Group ». Comme le montre cette citation, B. Henderson jouit d’une très grande popularité dans le monde des affaires. Il est considéré, à juste titre, comme l’inventeur du métier de consultant en stratégie et est très respecté pour le succès mondial du cabinet qu’il a fondé, et avec lequel son histoire personnelle se confond: le Boston Consulting Group